# Reichsfestung Belgrad

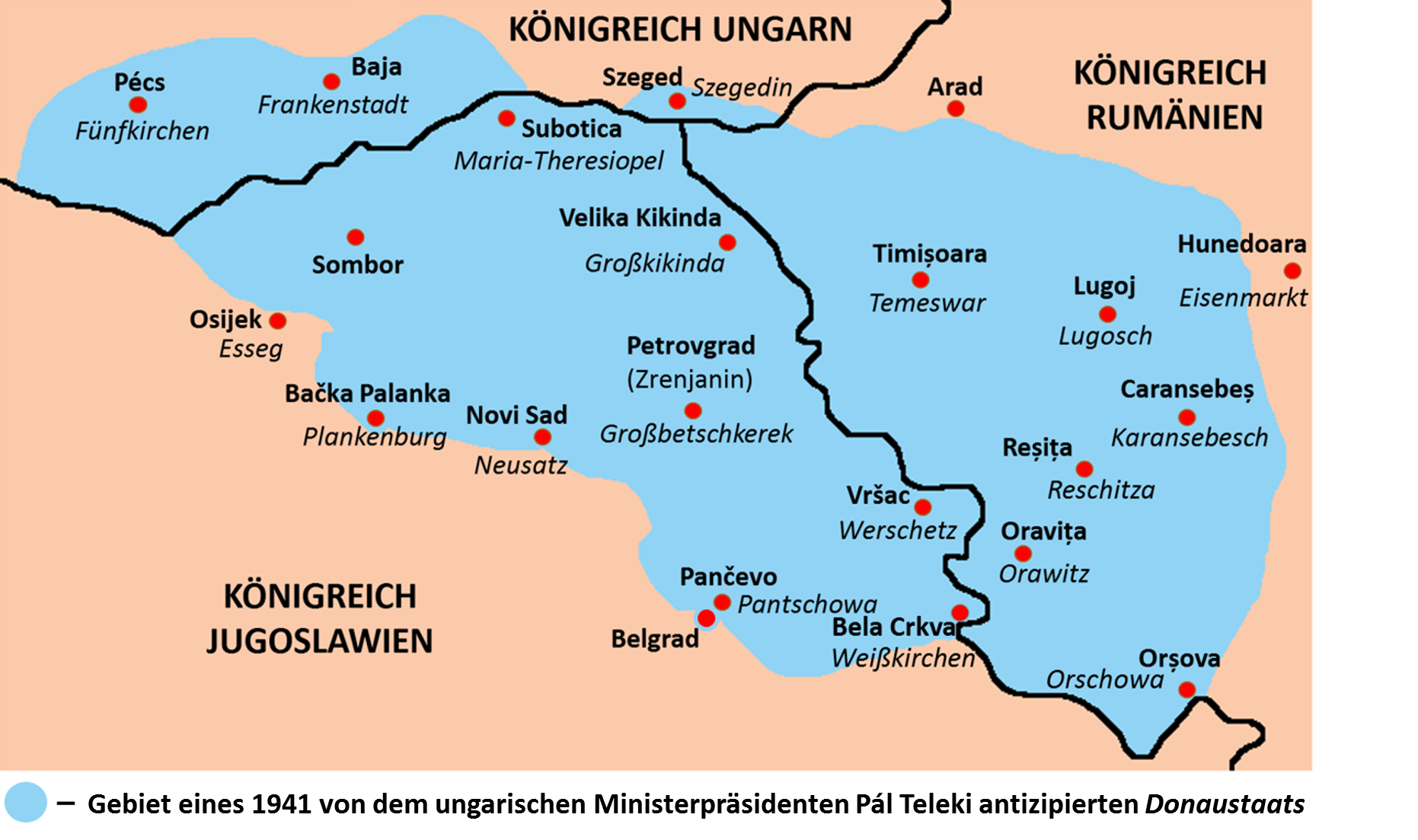

Das Konzept einer Reichsfestung Belgrad fand 1941 seinen Niederschlag in einer „großen geheimen Denkschrift“ des Staatssekretärs und SS-Brigadeführers Wilhelm Stuckart, in der er „offenbar bereits zwischen SS, Innen- und Außenministerium akkordierte Überlegungen“ zur „Neuordnung des Südostraums“ entwickelt hatte. Das Papier behandelte die „Lage und das zukünftige Schicksal des Deutschtums im ehemaligen jugoslawischen Staatsgebiet“ nach dem Krieg gegen Jugoslawien. Frühe Entwürfe hierzu waren bereits im Jahr 1939 unter Werner Lorenz und der Volksdeutschen Mittelstelle (VoMi) ausgearbeitet worden.
In Stuckarts Schrift war an ein Projekt des Feldherrn des Habsburgerreiches Eugen von Savoyen („Prinz Eugen“) angeknüpft und vorgeschlagen worden, die Festung von Belgrad zur „deutschen Reichsfestung“ einer neuen NS-deutschen Militärgrenze aufzurüsten, deren Garnisonsbesatzung aus wehrpflichtigen „Volksdeutschen“ des Banater Hinterlandes bestehen sollte. Eine Reichsfestung in der Stadt, für die der Name Prinz-Eugen-Stadt vorgesehen war, sollte die Vorherrschaft des Dritten Reiches über den Donauraum sicherstellen. In der Literatur wird angenommen, dass „Umsiedlungen von ‚Volksdeutschen‘ in dieses donaudeutsche Staatsgebilde [fraglos] die Konsequenz gewesen [wären]“.
Der spätere „Sonderbeauftragte Südost“ Hermann Neubacher schlug 1941 eine Einbeziehung des Raumes um Belgrad als ein „Eisernes-Tor-Gebiet“ mit einem dort projektierten Kraftwerk für die Energieversorgung und wirtschaftliche Erschließung des Donauraums vor, jedoch wurden diese Überlegungen 1942 aufgegeben und blieben zusammen mit den anderen Erwägungen „im Bereich utopischer Pläne einer staatlich-wirtschaftlichen Neuordnung des Balkans“. Jedoch bildete Belgrad nach seiner Einnahme die Zentrale der deutschen Besatzung Südosteuropas.
Neben der allgemeinen Begeisterung der „Volksdeutschen“ der Region für die Siege der deutschen Truppen, vor allem in der Anfangszeit des Zweiten Weltkrieges, verfolgten viele von ihnen auch die Entwicklung der durchgesickerten Ideen reichsdeutscher Dienststellen für ein solches „Schutzgebiet“ mit großem Interesse, was manche Spekulation gedeihen ließ. Zur Bezeichnung eines solchen Territoriums kursierten Begriffe wie Prinz-Eugen-Gau, Reichsgau Banat, Donauprotektorat, Schwabenland, Donaudeutschland oder Autonomes Siebenbürgen. Ambitionen der „Volksgruppenführung“ unter Josef Janko in „Rumpfserbien“ zur Errichtung eines Banatstaates, eines „autonomen deutschen Gebietes um Belgrad“ unter Einschluss Ostsyrmiens, wurden jedoch vom Deutschen Reich „im Keim erstickt“. Politiker der Anrainerstaaten Königreich Ungarn und Königreich Rumänien nahmen die zirkulierenden Gerüchte mit Argwohn auf.

## Geschichte

### Politische Situation

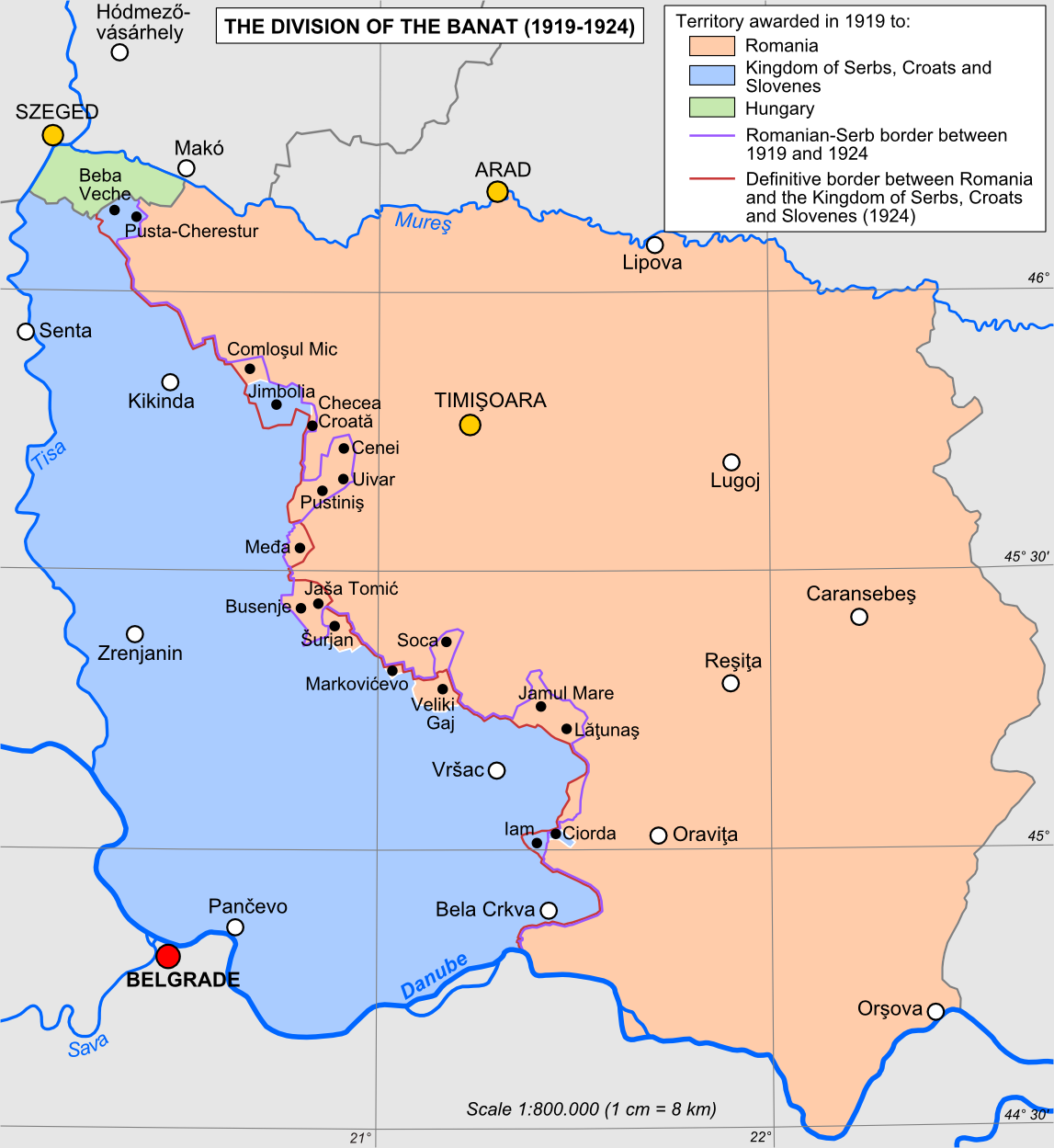
Dreiteilung des Banats von 1920

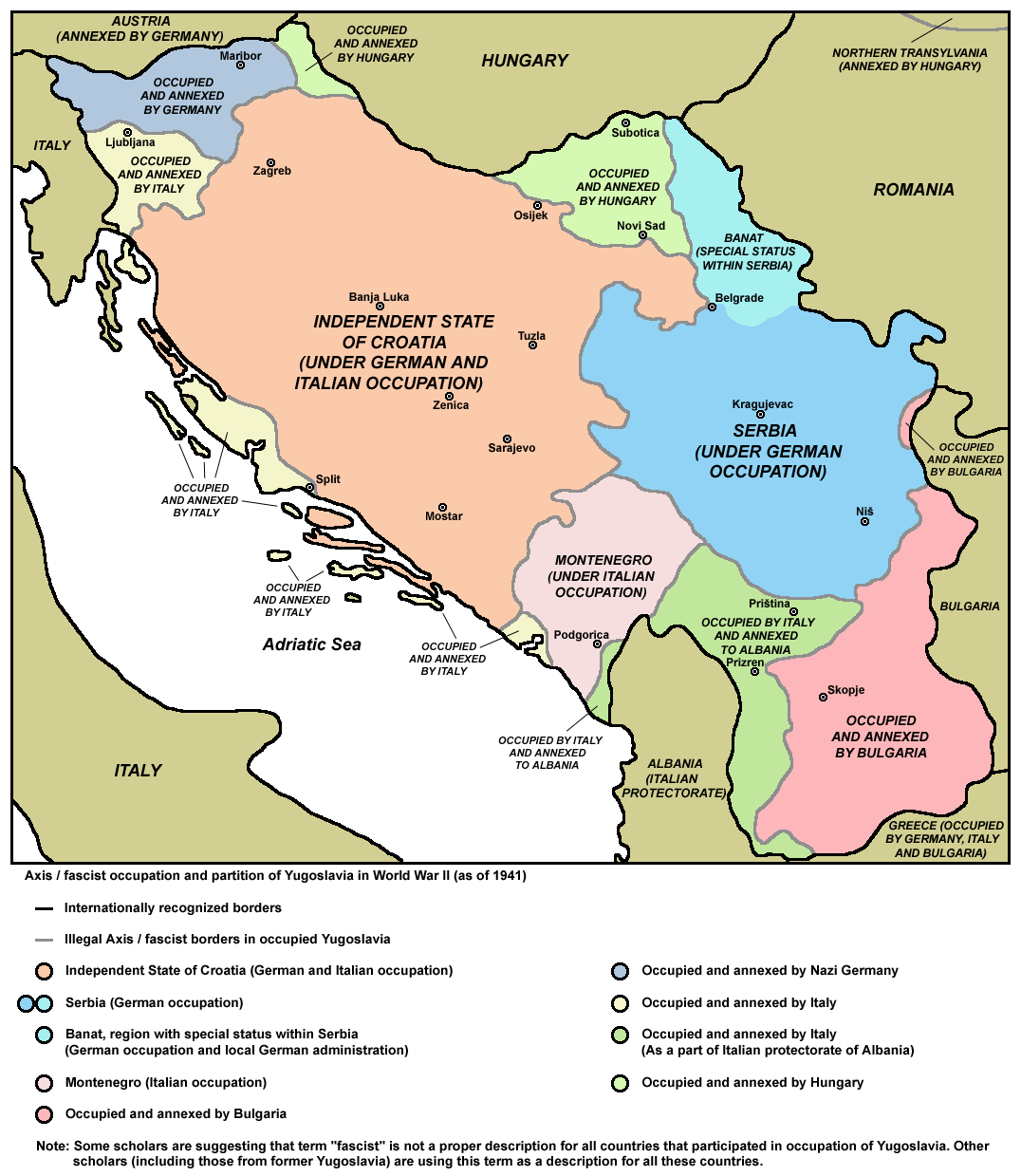
Situation nach der „Zerschlagung Jugoslawiens“

Die Sprachgruppen Österreich-Ungarns im Jahr 1910

Das Königreich Ungarn hatte mit dem Vertrag von Trianon 1920 Kroatien, Slawonien, Prekmurje (Murgebiet) sowie die Regionen Batschka, Süd-Baranja und das westliche Banat an das Königreich der Serben, Kroaten und Slowenen abtreten müssen. Siebenbürgen mit dem Rest des Banats und Partium fielen an das Königreich Rumänien.
Am 25. März 1941 trat das Königreich Jugoslawien dem Dreimächtepakt bei. Nach einem Putsch serbischer Militärs und Oppositionspolitiker zwei Tage später fasste Adolf Hitler in einer wütenden Reaktion den Entschluss, Jugoslawien „so rasch als möglich“ zu zerschlagen. Er versprach zum Ausgleich für die Teilnahme Ungarns am Krieg gegen Jugoslawien, der am 6. April begann und am 18. April mit der bedingungslosen Kapitulation Jugoslawiens endete, der Führung des Landes neben dem Murgebiet, der südlichen Baranja und der südlichen Batschka unter anderem auch die serbische Vojvodina mit dem Westbanat.
Bereits Ende 1939 hatten unter den Donauschwaben Gerüchte über ihre staatliche Zukunft kursiert. Die Auslandsorganisation der Nationalsozialistischen Deutschen Arbeiterpartei berichtete, „ein sehr großer Teil meine, dass aus den Volksdeutschen in Jugoslawien etwa in der Donauniederung ein deutsches Protektorat errichtet würde.“ Jedoch nur in dem auf „Rumpfserbien“ reduzierten Gebiet mit dem Westbanat, das vom deutschen „Militärbefehlshaber Serbien“ verwaltet wurde, nahmen die „Volksdeutschen“ eine Sonderstellung ein, denn hier wurde die deutsche Minderheit auffällig begünstigt. Andere Jugoslawiendeutsche fanden sich nach der Aufteilung des Königreichs in verschiedenen Interessenzonen mit unterschiedlichem staatsrechtlichem Status wieder, denn ihre Siedlungsgebiete standen jetzt unter ungarischer oder kroatischer Hoheit.
Den ungarischen Streitkräften blieb die Besetzung des Westbanats trotz deutscher Zusicherung verwehrt, da Rumänien (durch den Verlust Nordsiebenbürgens an Ungarn durch den Zweiten Wiener Schiedsspruch vom 30. August 1940 bereits missgestimmt) gegen eine ungarische Besetzung des Gebietes Einspruch erhoben hatte. Hitler gab hier nach, da er eine Eskalation der Feindseligkeiten zwischen Rumänien und Ungarn und damit eine Störung der Vorbereitungen für den Krieg gegen die Sowjetunion zu vermeiden suchte. Ungarn gelang es nicht, Hitler zur Erfüllung seiner Versprechen zu bewegen. Das Deutsche Reich besetzte Ungarn letztendlich am 19. März 1944 in dem Unternehmen Margarethe.

### Konzepte für eine „Neuordnung des Südostraums“
Zur Vorbereitung der Wiener Außenministerkonferenz vom April 1941, wo unter Teilnahme von Vertretern des Auswärtigen Amtes unter Joachim von Ribbentrop, des Reichsinnenministeriums unter Wilhelm Frick und des Reichskommissars für die Festigung des Deutschen Volkstums Heinrich Himmler über die Aufteilung des jugoslawischen Staatsgebiets zwischen Deutschland und Italien verhandelt wurde, war eine Denkschrift mit dem Titel „Über die Lage und das zukünftige Schicksal des Deutschtums im ehemaligen jugoslawischen Staatsgebiet“ erarbeitet worden, die sich in grundlegenden Überlegungen an der Politik „des genialen Feldherrn und großen Staatsmannes Prinz Eugen“ (Eugen von Savoyen) orientierte. Ebenso wie dieser kamen auch die Konferenzteilnehmer des Auswärtigen Amtes zu dem Schluss, dass die Vorherrschaft des Dritten Reiches über den Donauraum nur durch den Ausbau Belgrads zu einer deutschen Reichsfestung möglich wäre, „weil nur wer das Eiserne Tor und das Tor bei Wien […] beherrscht, der Belgrad fest in der Hand hält“.
Dabei nahmen pseudowissenschaftlich legitimierte „volkspolitische Raumordnungspläne“ einen breiten Raum ein. Um möglichst wenig deutsche Wehrmachteinheiten in Serbien zu binden, sollten „Volksdeutsche“ die Sicherung des Gebietes übernehmen: „Der Gedanke einer Reichsfestung Belgrad lässt sich um so leichter verwirklichen, als das Hinterland Belgrads aus Gemeinden besteht, in denen die Deutschen die absolute oder relative Mehrheit haben und das ganze Hinterland allein durch deutsche Kulturleistung geprägt worden ist. Die dort siedelnden Deutschen [etwa 300.000 Donauschwaben] könnten ihre Wehrpflicht in der deutschen Garnison Belgrad erfüllen und damit die allzeit bereite Stammmannschaft der Reichsfestung“, „das ‚Führervolk‘ bilden“. Kroatien, Ungarn und Rumänien sollten von hier aus als halbautonome, wirtschaftlich und politisch abhängige Staaten kontrolliert werden. Dem Staatssekretär im Reichsinnenministerium Wilhelm Stuckart oblag im Sommer 1941 die Ausarbeitung für das Projekt einer Reichsfestung in der Stadt.
Die Beherrschung des Transitweges über die Donau von Wien als östlichste Hauptstadt des Reiches bis zum Schwarzen Meer spielte auch aus kriegswirtschaftlicher Sicht eine wesentliche Rolle. Durch die Zerschlagung Jugoslawiens „tritt die Donau heraus aus ihrer Vernachlässigung und kann zur deutsch-bestimmten Hauptverkehrsader des deutschen und des europäischen Südostens werden“. Insbesondere das kriegswichtige rumänische Erdöl aus der Gegend um Ploiești konnte jetzt auf einem besser gesicherten und beträchtlich kürzeren Weg als bisher in das Deutsche Reich transportiert werden. Serbien war speziell wegen seiner Agrarprodukte und Erzvorkommen für die deutsche Lebensmittelversorgung und die Rüstungsproduktion von großer Bedeutung. So befand sich in Bor die größte deutsche Kupfermine mit einer Monatsförderung von etwa 6000 Tonnen; in den Antimonbergwerken Serbiens wurden vierzig Prozent der europäischen Gesamtproduktion gefördert; beim Abbau von Silber nahm das Land den zweiten Platz ein. Das Arbeitskräftepotential Serbiens war ebenso für die Ausbeutung durch das Deutsche Reich interessant, da die Bevölkerung der Region zu drei Vierteln aus Bauern bestand. Allein bis Oktober 1941 wurden von hier 25.000 Personen teils als Freiwillige, teils als Zwangsverpflichtete ins Deutsche Reich gebracht.
Das Auswärtige Amt hielt noch während der Okkupation Serbiens an „altösterreichischen Zielvorstellungen“ fest. Ein Vortragskonzept der Abteilung Deutschland vom November 1942 verwies ein weiteres Mal auf die Bedeutung der habsburgischen „Raumordnungspläne“ für den NS-Staat: „Die Bedeutung der ehemaligen Österreichischen Militärgrenze […] kann in der Reichspolitik nicht übersehen werden. Nach der Wiederbildung des Großdeutschen Reiches gewinnen die historischen politischen Maßnahmen des Reichsmarschalls Prinz Eugen im Hinblick auf die Einordnung des Südeuropäischen Raumes in den Mitteleuropäischen Großraum an Aktualität.“

### Aufnahme der Konzepte in den betroffenen Ländern

#### Königreich Jugoslawien

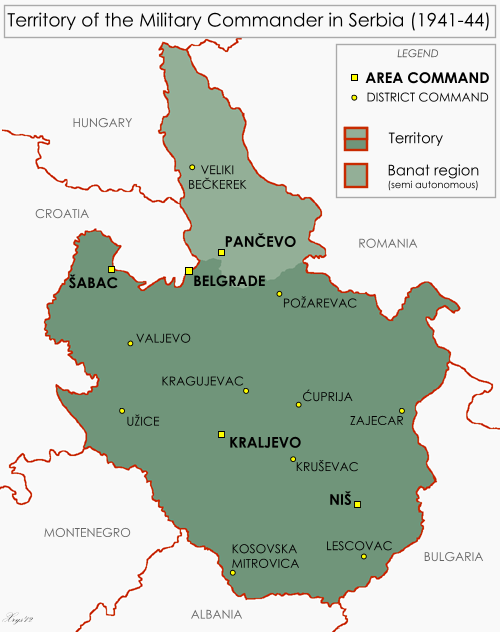
Gebiet des Militärbefehlshabers in Serbien, 1941 bis 1944

Nicht zuletzt auf Grund der recht verschwommenen, im Einzelnen noch völlig ungeklärten reichsdeutschen Konzepte entwickelten die Serbiendeutschen im deutsch-besetzten Teil des Banats unter „Volksgruppenführer“ Josef Janko mehr oder weniger konkrete Pläne einer territorialen Selbstständigkeit, der zusätzlich zum Banat noch die Batschka und Teile der Baranja und Siebenbürgens umfassen sollte. Bereits seit Ende 1939 hatten „volksdeutsche Kreise“ der Region ein ähnliches Staatsgebilde an der unteren Donau diskutiert und dabei auch an Pläne aus dem Jahr 1918 angeknüpft, als eine Banater Autonomie in der kurzlebigen, nur 15 Tage bestehenden Banater Republik greifbar gewesen war.
Noch am Vorabend des deutschen Einmarsches in Jugoslawien erwähnte Helmut Triska, volkstumspolitischer Leiter der Abteilung Deutschland im Auswärtigen Amt, „beiläufig die Möglichkeit, dass das Banat Teil des Dritten Reiches werden könnte, betonte aber, dass eine endgültige territoriale Regelung des Balkans nicht vor Kriegsende möglich sein würde“. Der deutsche Gesandte in Zagreb berichtete von den „Volksdeutschen“ an der östlichen, syrmischen Peripherie des neuen Unabhängigen Staates Kroatien (USK), dass dort „anscheinend“ ein Plan Jankos im Umlauf sei, der die Gründung eines „autonomen deutschen Gebietes um Belgrad“ betreibe. Gemäß einem anderen Volksdeutschen „planten Mitglieder der Volksgruppe Ende April die Ausrufung eines unabhängigen Banats als einen ersten Schritt zur Verwirklichung ‚unseres Traumes vom Donaudeutschland‘“. Jankos erhoffte Proklamation in einem für den 1. Mai 1941 terminierten feierlichen Staatsgründungsakt sollte ein Geschenk zu Hitlers Geburtstag werden, wurde jedoch vom Leiter des Reichssicherheitshauptamtes (RSHA) Reinhard Heydrich unterbunden, der von Waffen-SS-Rekruteur Gustav Halwax informiert worden war. Heydrichs Antworttelegramm lautete: „Versuch im Keim ersticken - Beteiligte notfalls verhaften.“
Die Banater Selbstständigkeitsbestrebungen verbunden mit einer Anlehnung an das Deutsche Reich waren auch der ungarischen Regierung zu Gehör gekommen, die sich nun darüber in Berlin beschwerte. Während der Anwesenheit Jankos im Führerhauptquartier Mitte April 1941 kam „momentan eine gereizte Stimmung“ gegen die Volksgruppe auf, als Ribbentrop „dem Vorsitzenden des Kulturbundes“ Janko hierzu Vorhaltungen machte: Die Volksgruppe müsse ihre Rolle akzeptieren, Empfänger von Reichsbefehlen zu sein und nicht Initiator politischer Strategien. Die Episode hatte für Janko allerdings keine weiteren Konsequenzen. In seinen Erinnerungen führte Janko aus: „Um dem unbegründeten, zu propagandistischen Zwecken hochgespielten Gerede und Geschreibe über einen angeblich geplant gewesenen ‚Prinz-Eugen-Staat‘, ein ‚Schwabenland‘, ‚Donauprotektorat‘ oder wie immer derartige Phantasiegebilde sonst noch benannt werden, ein Ende zu bereiten, möchte ich hier mit Nachdruck festhalten, dass mir von keiner entscheidungsbefugten höheren Reichs- oder Parteistelle jemals auch nur eine Andeutung zugekommen war, sie hätte sich mit einem solchen Projekt befasst.“
Berliner Ministerien hatten unmittelbar nach dem Ende des Krieges gegen Jugoslawien und Griechenland über Wilhelm Stuckarts Planungen nachgedacht, dem Reich „die fortlaufende Übernahme aller sich zu ihrem Volkstum bekennenden Deutschen in die deutsche Staatszugehörigkeit unter Beibehaltung der Rechte und Pflichten“ in den „betreffenden Wohnstaaten vorzubehalten.“ Diese Doppelstaatsangehörigkeit konnte jedoch erst später, im April 1944, für die ungarndeutschen Angehörigen der Wehrmacht und der Waffen-SS, ein einziges Mal verwirklicht werden.

#### Königreich Ungarn

Von volksdeutschen Kreisen mit „Prinz-Eugen-Gau“ überdruckte ungarische Briefmarken, 1940
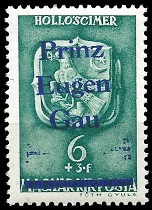
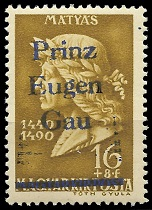
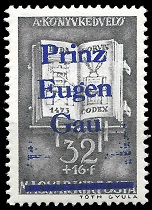

Am 28. März 1941, einen Tag nach dem Staatsstreich von General Dušan Simović im Königreich Jugoslawien, suchte der Leiter der dortigen ungarischen Minderheit Iván Nagy den Kontakt zu dem Vertreter der Kroatiendeutschen und späteren „Volksgruppenführer“ Branimir Altgayer, der ihm mitteilte, dass die Deutschen in der Vojvodina den Prinz-Eugen-Gau erschaffen wollten, „auch wenn es Blut kosten würde“. Dieser würde auch die Batschka und die Baranja umfassen, sollte Ungarn nicht am Feldzug gegen Jugoslawien teilnehmen; deutsche Soldaten sollten nicht für ungarische Interessen sterben.
Nagy setzte hierüber Generalkonsul László Bartók in Zagreb in Kenntnis, der dem Außerordentlichen Botschafter Jenő Ghyczy per Geheimkurier einen Bericht übermittelte, der Budapest am 29. März erreichte: „Nagy befürchtet, dass, wenn die deutsche Armee vorrückt und wir passiv bleiben, die deutsche Armee in die Batschka einrücken und vor unseren Augen den Banatstaat schaffen wird, von dem wir so viel gehört haben. Es wäre daher gut, wenn wir unsere Militäraktion parallel zu den Deutschen beginnen würden, um nicht vor vollendete Tatsachen gestellt zu werden.“
Eine Beteiligung Ungarns am Krieg gegen Jugoslawien an der Seite des Deutschen Reiches erschien zwar wahrscheinlich, jedoch gab es in der ungarischen Politik Stimmen, die eine militärische Intervention im Nachbarland ablehnten, darunter auch die des Ministerpräsidenten Pál Teleki. Er hatte „durch Indiskretion oder auf eine andere Weise“ von einem „Plan Hermann Görings“ Kenntnis erlangt, der die Errichtung eines Pufferstaates zwischen Ungarn und Jugoslawien beinhaltete, sollte Ungarn seine Teilnahme verweigern. Hiernach stand zu erwarten, dass deutsche Verbände die Batschka, das Banat inklusive seines rumänischen Teils sowie die von deutschsprachiger Bevölkerung bewohnten Gebiete der Baranja besetzen würden.
Teleki beauftragte András Rónai (1906–1991), einen in Budapest tätigen Professor, Geografen und Experten für Nationalitätenfragen, mit der eiligen Erstellung von Landkarten des möglichen Staates, die er Vertretern des Vatikans und der westlichen Alliierten vorlegen wollte. Am Morgen des 3. April 1941 wollte Rónai sein Kartenmaterial im Palais des Ministerpräsidenten abliefern, jedoch hatte sich der Regierungschef bereits kurz zuvor das Leben genommen und lag tot in seinem Schlafzimmer.
Am Tag zuvor hatte Teleki in einem Brief an seinen Freund, den katholischen Bischof Vilmos Apor, seine Befürchtung für den Fall geäußert, dass Deutschland im Fall einer Weigerung Ungarns „einen deutschen Staat aus der Batschka, dem Banat, dem (Siebenbürger) Sachsenland und vielleicht der Baranja“ bilden würde – einen Donaustaat, der als „integraler wenn auch außerhalb liegender Teil“ des Reiches konstituiert werden sollte. Ein solches Gebiet hätte sich über eine Fläche von etwa 38.000 km² erstreckt, mit einer potentiellen Anbindung an das Deutsche Reich durch einen einzurichtenden Korridor. Die Fläche des Staatsgebildes hätte die Belgiens überstiegen. In diesen Landstrichen konzentrierte sich ein wesentlicher Teil der auf der Balkanhalbinsel lebenden Menschen mit deutscher Volkszugehörigkeit. Von den insgesamt etwa drei Millionen Einwohnern wäre etwa ein Fünftel deutschstämmig gewesen; Rumänen, Serben und Ungarn hätten jeweils einen ähnlichen Anteil gestellt.

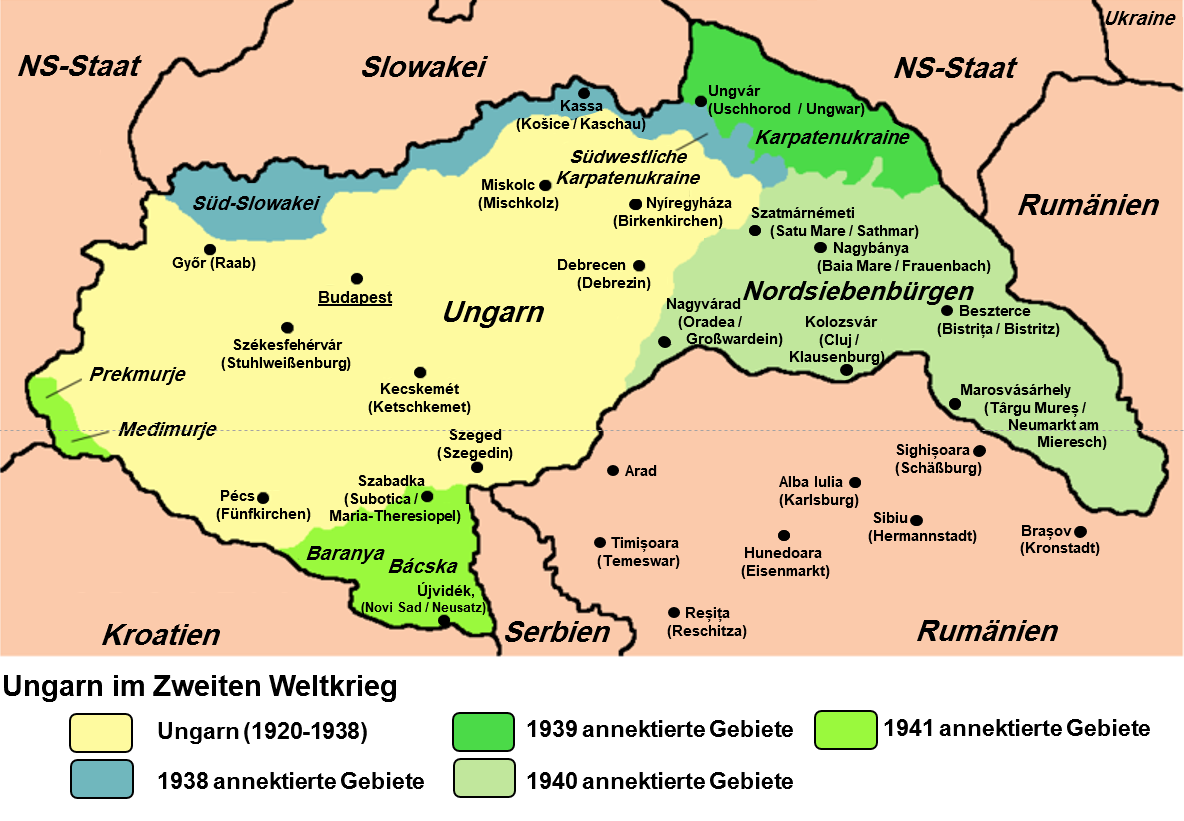
Ungarn im Zweiten Weltkrieg

Der Feldzug gegen Jugoslawien begann am 6. April unter der Beteiligung Ungarns und fand seinen Abschluss am 17. April mit der Unterzeichnung der bedingungslosen Kapitulation der jugoslawischen Streitkräfte in Belgrad. Die dem Nationalsozialismus zuneigenden aktivistischen Kräfte der Deutschen in der soeben ungarisch gewordenen Batschka und Baranja hingen weiterhin zäh an dem Wunschbild eines Prinz-Eugen-Landes, das im Idealfall die Baranja und die Schwäbische Türkei durch einen schlauchartigen Korridor mit dem Reich verbunden hätte. Breite „volksdeutsche“ Kreise hielten hier an der Meinung fest, „dass sie eine territoriale Sonderstellung erhielten“. Der ungarndeutsche „Volksgruppenführer“ Franz Anton Basch berichtete mit Missfallen nach einer Reise in diese Gebiete, dass sie aus diesem Grund „mancherorts schroff alle von den neuen madjarischen Behörden angebotenen Stellungen ablehnten“, da dort der Gedanke einer „Autonomie mit eventueller Reichsbürgerschaft […] eine große Rolle“ spiele.
Für die Zeit nach dem Balkanfeldzug hatten auch Basch und sein „Volksbund der Deutschen in Ungarn“ (VDU) eine Rückkehr der durch den Ersten Weltkrieg verloren gegangenen südungarischen Gebiete durch Annexion „in das [deutsche] Mutterland“ propagiert, unter den Bezeichnungen Schwäbische Türkei oder Prinz-Eugen-Gau. Ebenso sollten die Städte Osijek, Pécs, Timișoara und Orșova mit ihren jeweiligen Verwaltungsgebieten, das Komitat Tolna sowie die Bergbaureviere Siebenbürgens Teil dieses Reichsgaus werden.
Der VDU sprach sich gegen die Umsiedlung von Ungarndeutschen in besetzte Gebiete in Polen aus und wollte den „Volkstumskampf [in Ungarn selbst] ausfechten“, als Hegemon der dort lebenden ungarischen und anderen Völker. In der Sicht der Bundesleitung bildete das „Deutschtum Ungarns“ eine Brücke zwischen der Ostmark (Österreich) und den deutschen Siedlungsgebieten im Südostraum, weswegen sie eine Konzentration der Ungarndeutschen in Transdanubien forderten.
In seinen Erinnerungen ging der ungarische „Reichsverweser“ Miklós Horthy darauf ein, dass der Volksbund im Dezember 1943 erneut die Einrichtung eines Prinz-Eugen-Gaus gefordert habe, für den Ungarn nach ethnischen Gesichtspunkten aufgeteilt werden sollte. Der dabei entstehende „ungarndeutsche Föderalstaat“ sollte darauf als „nationalsozialistischer Bundesstaat“ im Deutschen Reich aufgehen.

#### Königreich Rumänien

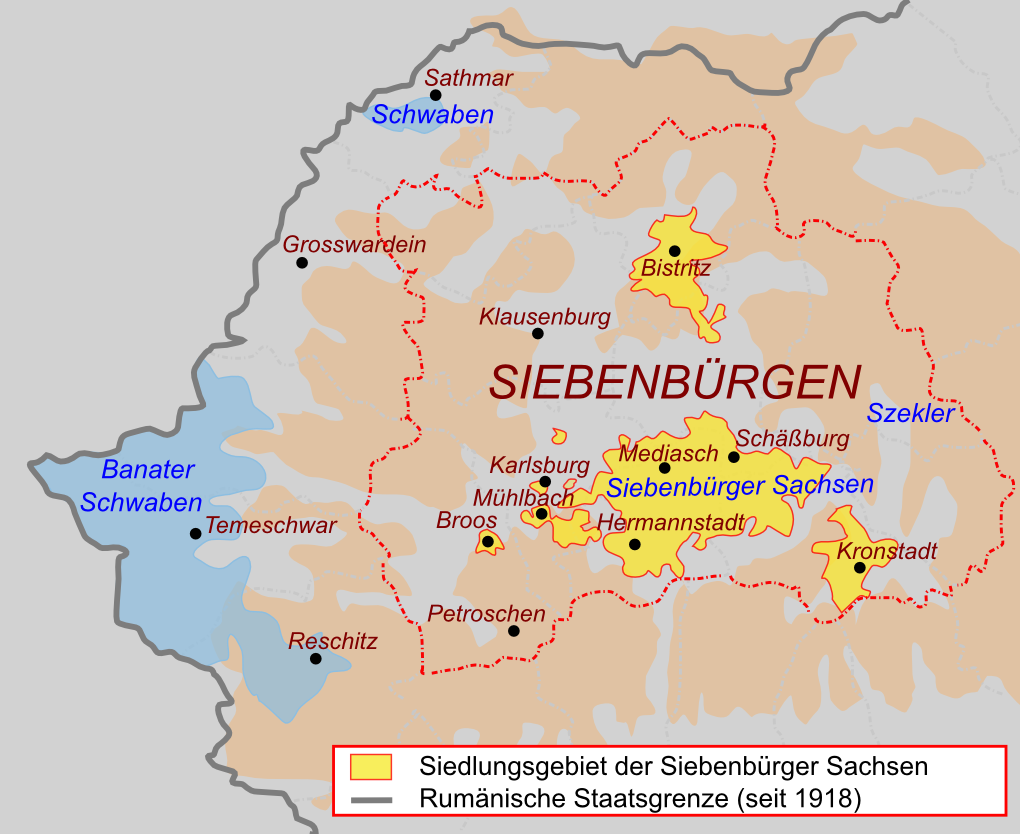
Siedlungsgebiete der Banater Schwaben und Siebenbürger Sachsen im Königreich Rumänien.

Das Bestreben zur Bildung von ethnisch homogenen Einheiten war unter den deutschen Minderheiten in Südosteuropa weit verbreitet. So hofften auch im rumänischen Banat einige Nationalsozialisten, dass nun ein Reichsgau Banat entstehen würde. Noch im Juni 1939 hatte der Obmann der Volksgemeinschaft der Deutschen in Rumänien, Fritz Fabritius, in einem Vortrag in Berlin vor geladenen Parteileuten und Vertretern des Volksbundes für das Deutschtum im Ausland dafür plädiert (in „schlimmster milchmädchen-imperialistischer Demagogie“, wie der Diplomat Ulrich von Hassell in seinem Tagebuch vermerkte), „durch Umsiedlungen die einzelnen Inseln des deutschen Volkstums im Donaubecken durch Dämme miteinander zu verbinden“. 1940 entwarf der „Volksgruppenführer“ der Rumäniendeutschen, Andreas Schmidt, seinen eigenen Vorschlag für ein Donauprotektorat, das alle von Volksdeutschen an der unteren Donau bewohnten Gebiete einschließlich Teile Ungarns und Rumäniens umfassen sollte, „damit sie nicht mehr der Sklaverei in minderwertigen Heeren mit halbasiatischen Feldwebeln ausgeliefert sind“. Mit allen Rechten ausgestattet könnten die Deutschen diese Gebiete aus eigener Kraft „rückgermanisieren“ und den „Raum erhalten“. Schmidt nahm dabei billigend in Kauf, dass ein solches Handeln eine Auflösung des Königreichs Rumänien vorausgesetzt hätte. Auch im Fall Siebenbürgens drängte Schmidt wiederholt, die Region „unmittelbar oder mittelbar“ zum „Reichsgebiet“ zu machen.
Im Licht der jugoslawiendeutschen Ambitionen für ein Unabhängiges Banat reiste Schmidt jedoch 1941 mit seinem Stellvertreter Andreas Rührig durch das rumänische Banat und „wetterte gegen Gerüchtemacher, die einen Reichsgau Banat propagiert und Zwietracht gegen die [Siebenbürger] Sachsen verbreitet“ hätten. Die Südostdeutsche Tageszeitung veröffentlichte hierzu am 25. Mai 1941 einen „Aufruf zur Disziplin in der Volksgruppe“. Als drei vermeintliche Unterstützer der Einrichtung eines Gaus, Nikolaus Hans Hockl (Leiter des Amtes für Kunst und Wissenschaft im Banat), Peter Anton (Gauführer im Banat) und Hans Wendel (Leiter des Amtes Propaganda im Banat), angeblich Gerüchte in die banatdeutsche Bevölkerung lanciert hatten, bezeichnete sie Schmidt als „Rebellen“ und „Putschisten“ und ließ sie am 9. Juli „wegen schwerster Disziplinlosigkeit“ ihrer „sämtlichen politischen und wirtschaftlichen Ämter“ entheben. Sie wurden festgesetzt und später freigelassen, aber nicht rehabilitiert. Ein Zusammenschluss der beiden Teile des Banats hätte den Einfluss des „Volksgruppenführers“ erheblich reduziert. Daher zeigte sich Schmidt erleichtert, als „dieser Plan in Berlin auch aus Rücksicht auf [den rumänischen „Staatsführer“] General Ion Antonescu verworfen worden war“.
Der ehemalige rumänische Ministerpräsident Iuliu Maniu schrieb am 22. Februar 1942 an Außenminister Mihai Antonescu: „Unglücklicherweise halten sich die Deutschen aus dem Banat und Südsiebenbürgen jetzt schon als zu Deutschland gehörend, im Sinne einer „Ostmark“ des ehemaligen Österreichs. Im übrigen spricht man innerhalb der deutschen Minderheitler offen über Pläne, nach dem Krieg mit den aus dem Leibe unseres Landes herausgerissenen Provinzen Siebenbürgen und Banat ein unter dem Protektorat des großdeutschen Reiches zusammengefasstes ‚Donauland‘ zu gründen.“
Im gleichen Jahr richtete der Vorsitzende der Nationalliberalen Partei Rumäniens, Constantin „Dinu“ Brătianu, ein Schreiben an „Staatsführer“ Ion Antonescu, in dem er ihm mitteilte, „dass hervorragende deutsche Persönlichkeiten gemeinsam mit Ungarn Pläne für ein autonomes Siebenbürgen unter deutschem Protektorat schmiedeten. Sollten die Deutschen die Herren Europas bleiben, dann dürfte dies zweifellos das Schicksal Siebenbürgens sein.“ In seinem Antwortschreiben bezeichnete Ion Antonescu solche Pläne als „Hirngespinste von Geisteskranken“ und als „tendenziöse Gerüchte der feindlichen Propaganda“. „Wer kann solche Torheiten einiger Wahnwitziger, die Lust an politischen Abenteuern haben, ernst nehmen?“ Antonescu wies zudem darauf hin, „dass der deutsche Gesandte Manfred von Killinger beauftragt worden sei, den volksdeutschen Unruhestiftern, Intriganten und Leichtsinnigen eine gehörige Lektion zu erteilen“. Der Historiker Michael Kroner erläuterte weiter: „Wurden dem rumänischen Staatsführer bedenkliche Eskapaden gemeldet, ließ er einfach Andreas Schmidt zum Außenminister zitieren, um ihn ‚zur Realität des rumänischen Staates zu bringen‘, wie es wörtlich in einer Note an Mihai Antonescu hieß.“

## Rezeption
Der Historiker Hans-Ulrich Wehler bemerkte: „[Die] Pläne einer deutschen Herrschaftsbildung in der Donauebene [sind] unausgegorene und unerfüllte Wünsche geblieben, ohne eine Verbindlichkeit zu erreichen, die sie zur Grundlage einer Aktion des Reiches gemacht hätte. Andererseits befand sich gerade diese Denkschrift nicht mehr im Rohzustand des ersten Konzepts, da sich Himmler, das Auswärtige Amt und das Reichsinnenministerium bereits auf ihre Forderungen geeinigt hatten. Wenn daher auch dieser am weitesten ausgereifte Plan nicht über den Charakter des Entwurfs hinausgediehen ist, so wird er doch als paradigmatisch für die offenbare Maßlosigkeit und Unbedenklichkeit der Ansätze zu einer nationalsozialistischen „Raumordnung“ auch in Südosteuropa gelten dürfen.“
„Was an diesen nicht genau kontrollierbaren, wahrscheinlich ebenso geschwind wie unbestimmt kolportierten Nachrichten auf Parolen des Volksbund der Deutschen in Ungarn oder des Schwäbisch-Deutschen Kulturbundes zurückzuführen ist, ob sie eilfertig ausgesprochene Wunschträume ehrgeiziger Volksgruppenpolitiker darstellen oder ob sich in ihnen auch die Furcht der Andersnationalen vor unvorhersehbaren Aktionen der deutschen Minderheiten ausdrückte, hinter denen das Reich immer bedrohlicher aufragte, lässt sich nicht mit Bestimmtheit festlegen noch differenzierter analysieren. Dass in dieser unruhigen, von mannigfaltigen Hoffnungen und Ansprüchen bewegten Zeit nach der Zerschlagung Jugoslawiens manch Spekulationen unter den Volksdeutschen gediehen, unterliegt keinem Zweifel. Hier können reichsdeutsche Dienststellen mit konkreteren Plänen, von denen einiges zum Beispiel über die weitverzweigten Kanäle der Volksdeutschen Mittelstelle seinen Weg nach Südosten finden konnte, eine gewisse Basis für solche Überlegungen mitgeschaffen haben.“
„Es scheint“, so Wehler, „dass Hitler sich nicht persönlich gegen diese Pläne ausgesprochen und damit ihre Realisierung verhindert hat. Wahrscheinlich haben allgemeine Rücksichten auf den madjarischen Bundesgenossen […] die Reichsleitung abgehalten, dieses Vorhaben oder Teile davon auszuführen.“ Sein Kollege Werner Röhr vermutet aber auch, dass ihn die „in einigen ‚volksdeutschen‘ Kreisen gehegten Erwartungen bezüglich der Errichtung eines ‚volksdeutschen‘ Donaustaates […] nie ernsthaft beschäftigt“ hätten.
Holm Sundhaussen führte aus: „Weder in den Verhandlungen mit den verbündeten Staaten über die Aufteilung Jugoslawiens noch im internen politischen Entscheidungsprozeß der zuständigen deutschen Stellen war ein vorgefaßter Plan zu erkennen. Dies gilt auch für das zeitweilig diskutierte Projekt der Errichtung eines „deutschen Schutzgebietes“ im Donauraum. Schriftliche Stellungnahmen oder Anweisungen Hitlers zu dem vom Staatssekretär im Reichsinnenministerium Dr. Wilhelm Stuckart im Sommer 1941 ausgearbeiteten Projekt einer „Reichsfestung Belgrad“ liegen nicht vor. Vielmehr deuten die von Hitler getroffenen Entscheidungen (die Abtretung der Batschka und Baranja an Ungarn sowie Symiens an Kroatien) darauf hin, daß ein solches Projekt nicht ernsthaft in die deutsche Kriegszielplanung einbezogen worden ist.“ Nach Michael Kroner handelte es sich nie „um offizielle Pläne, sondern bloß um Meinungsäußerungen einzelner Personen“.
Gerhard Otto und Johannes Th. M. Houwink ten Cate legten dar: „Der Überfall auf Jugoslawien im April 1941 und die anschließende Zerstückelung des Landes waren stärker noch als der (länger vorbereitete) Feldzug gegen Griechenland das Ergebnis überhasteter Improvisationen und machten das Fehlen einer politischen Konzeption offenbar. […] Territoriale Ambitionen Hitlers in Südosteuropa spielten dabei nach wie vor keine Rolle. […] Schriftliche Stellungnahmen oder Anweisungen Hitlers zu dem vom Staatssekretär im Reichsinnenministerium Dr. Wilhelm Stuckart im Sommer 1941 ausgearbeiteten Projekt einer ‚Reichsfestung Belgrad‘ liegen nicht vor.“
Der in der Diskussion um die Dokumentation der Vertreibung der Deutschen aus Ost-Mitteleuropa nach dem Zweiten Weltkrieg umstrittene Hungaristiker Johann Weidlein nannte die Vorstellung eines deutschen Territoriums auf dem Balkan ein „Kartengespenst“ und führte aus: „Das Gespenst ‚Donaudeutschland‘, […] das aus der jugoslawischen Batschka und aus dem Banat gebildet werden sollte, […] vereinigte sich mit dem alten Gespenst des Anschlusses Transdanubiens an das Reich zu einem echten Ungeheuer, das nicht nur die Madjaren, sondern auch die Serben und Rumänen vor Furcht erblassen ließ.“
Mirna Zakić urteilte: „Die Existenz nationalsozialistischer Pläne für eine eigene territoriale Einheit für die „Volksdeutschen“ im Donauraum (sei es als Teil eines erweiterten Deutschen Reiches oder eines unabhängigen Staates), die wirtschaftlich und administrativ an Belgrad als Reichsfestung gebunden war, war eine tragende Säule der jugoslawischen Geschichtsschreibung. […] Selbst der gemäßigtere Blick aus der westdeutschen Geschichtsschreibung [Wehler] überbetonte in dieser Hinsicht grandiose Nazi-Visionen gegenüber praktischen kurzfristigen Plänen.“
Walter Lipgens erkannte, dass Hitler „in seiner Nachkriegsplanung alle ‚Nichtgermanen‘ nur als Hilfsvölker“ dulden würde. „Die Südslawen und anderen südosteuropäischen Völker hatten in [seinem] rassisch definierten Europa keinen Platz, sie sollten halb-autonom am Rande des Reiches, kontrolliert von der Reichsfestung Belgrad, wirtschaftlich und politisch von ihm abhängig leben dürfen; in einem Satelliten-Status, wie er schließlich auch Italien, Spanien und Portugal zugedacht war.“ Der volle Umfang dokumentierter ‚Planung‘ sei nur der NS-Führungsspitze bekannt gewesen, aber nicht dem Bewusstsein der Zeit.